# Epidendrum kusibabii
Epidendrum kusibabii är en orkidéart som beskrevs av Szlach., Kulak, Rutk. och Marg. Epidendrum kusibabii ingår i släktet Epidendrum och familjen orkidéer.
Artens utbredningsområde är Ecuador. Inga underarter finns listade i Catalogue of Life.